# HD 195006
HD 195006，又名BD-22 5442，SAO 189345、HR 7825，是一颗恒星，视星等为6.16，位于銀經21.9，銀緯-31.01，其B1900.0坐标为赤經20h 23m 39.3s，赤緯-22° -31.01′ 23″。